# مسابقات جهانی دو و میدانی ۲۰۱۵
پانزدهمین دورهٔ مسابقات جهانی دو و میدانی از ۲۲ تا ۳۰ اوت در پکن برگزار شد. ۱۴۴ مدال میان ورزشکاران ۴۳ کشور توزیع شد. کنیا با کسب ۵ طلا، ۶ نقره و ۳ برنز برای نخستین بار در صدر جدول مدال‌ها قرار گرفت. آمریکا با ۱۸ مدال، بیشترین تعداد مدال را کسب کرد. چین، که میزبان مسابقات بود، در مکان یازدهم قرار گرفت و روسیه (میزبان و بهترین تیم دورهٔ گذشته) در جایگاه نهم ایستاد.
۲۰۶ کشور و منطقهٔ عضو فدراسیون جهانی دو و میدانی در این مسابقات شرکت کردند. کوزوو برای نخستین بار در این مسابقات حضور یافت.
اریتره نخستین عنوان قهرمانی جهانِ خود را در رشتهٔ ماراتون مردان توسط گیرمای گبرسلاسی به‌دست‌آورد.

## فرایند انتخاب میزبان
سه شهر پکن، لندن و خوژوف تا پایان مهلت ۱۵ مارس ۲۰۱۰ درخواست خود برای میزبانی را تأیید کردند. پس از آن، لندن انصراف داد. فدراسیون جهانی، در ۲۰ نوامبر ۲۰۱۰ در موناکو، پکن را به‌عنوان میزبان معرفی کرد.

## ورزشگاه

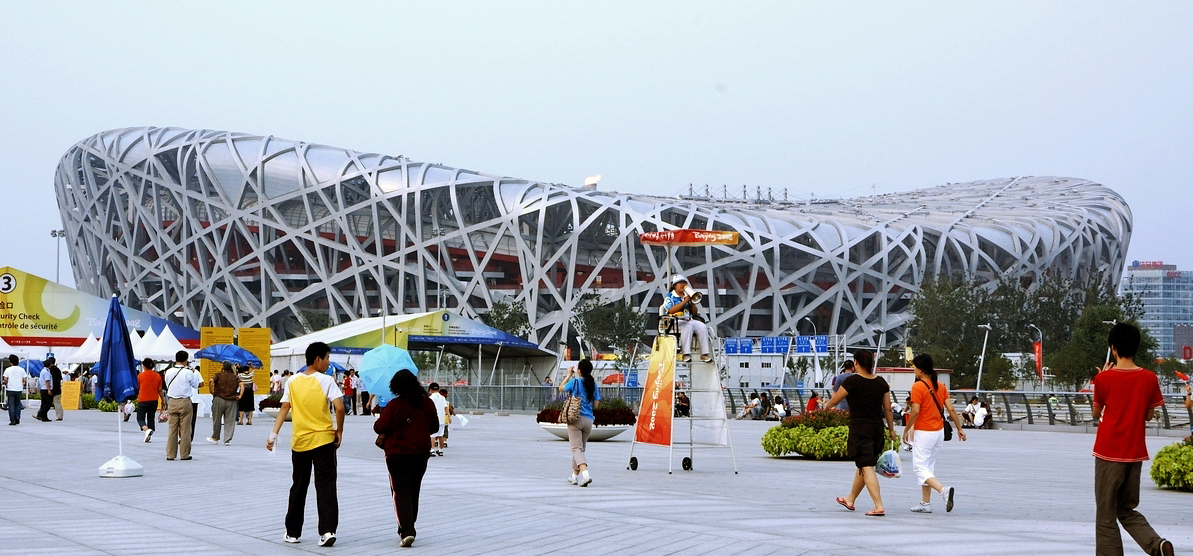
ورزشگاه ملی پکن در زمان برگزاری پارالمپیک تابستانی ۲۰۰۸

مسابقات در ورزشگاه ملی پکن که میزبان مسابقات دو و میدانی در المپیک تابستانی ۲۰۰۸ نیز بود، برگزار شد. به دلایل فنی، ظرفیت ورزشگاه از ۸۰هزار نفر به ۵۴هزار نفر کاهش یافت و تنها بخش‌های پایینی و میانیِ ورزشگاه به روی تماشاگران باز شدند.

## شرکت‌کنندگان
۲۰۶ عضو فدراسیون جهانی با ۱۹۳۳ ورزشکار در مسابقات حضور داشتند. آمریکا با ۱۵۸ ورزشکار، بزرگترین کاروان را تشکیل داد.

## جدول مدال‌ها
*  میزبان
| رتبه  | کشور                | طلا | نقره | برنز | مجموع |
| ۱     | کنیا                | ۷   | ۶    | ۳    | ۱۶    |
| ۲     | جامائیکا            | ۷   | ۲    | ۳    | ۱۲    |
| ۳     | ایالات متحده آمریکا | ۶   | ۶    | ۶    | ۱۸    |
| ۴     | بریتانیای کبیر      | ۴   | ۱    | ۲    | ۷     |
| ۵     | اتیوپی              | ۳   | ۳    | ۲    | ۸     |
| ۶     | لهستان              | ۳   | ۱    | ۴    | ۸     |
| ۷     | کانادا              | ۲   | ۳    | ۳    | ۸     |
| ۷     | آلمان               | ۲   | ۳    | ۳    | ۸     |
| ۹     | روسیه               | ۲   | ۱    | ۱    | ۴     |
| ۱۰    | کوبا                | ۲   | ۱    | ۰    | ۳     |
| ۱۱    | چین*                | ۱   | ۷    | ۱    | ۹     |
| ۱۲    | هلند                | ۱   | ۱    | ۱    | ۳     |
| ۱۳    | آفریقای جنوبی       | ۱   | ۰    | ۲    | ۳     |
| ۱۴    | بلاروس              | ۱   | ۰    | ۱    | ۲     |
| ۱۵    | کلمبیا              | ۱   | ۰    | ۰    | ۱     |
| ۱۵    | جمهوری چک           | ۱   | ۰    | ۰    | ۱     |
| ۱۵    | اریتره              | ۱   | ۰    | ۰    | ۱     |
| ۱۵    | اسلواکی             | ۱   | ۰    | ۰    | ۱     |
| ۱۵    | اسپانیا             | ۱   | ۰    | ۰    | ۱     |
| ۲۰    | استرالیا            | ۰   | ۲    | ۰    | ۲     |
| ۲۰    | کرواسی              | ۰   | ۲    | ۰    | ۲     |
| ۲۲    | باهاما              | ۰   | ۱    | ۱    | ۲     |
| ۲۲    | ترینیداد و توباگو   | ۰   | ۱    | ۱    | ۲     |
| ۲۲    | اوکراین             | ۰   | ۱    | ۱    | ۲     |
| ۲۵    | بلژیک               | ۰   | ۱    | ۰    | ۱     |
| ۲۵    | برزیل               | ۰   | ۱    | ۰    | ۱     |
| ۲۵    | مصر                 | ۰   | ۱    | ۰    | ۱     |
| ۲۵    | اسرائیل             | ۰   | ۱    | ۰    | ۱     |
| ۲۵    | تاجیکستان           | ۰   | ۱    | ۰    | ۱     |
| ۲۵    | تونس                | ۰   | ۱    | ۰    | ۱     |
| ۳۱    | فرانسه              | ۰   | ۰    | ۲    | ۲     |
| ۳۲    | بحرین               | ۰   | ۰    | ۱    | ۱     |
| ۳۲    | بوسنی و هرزگوین     | ۰   | ۰    | ۱    | ۱     |
| ۳۲    | فنلاند              | ۰   | ۰    | ۱    | ۱     |
| ۳۲    | یونان               | ۰   | ۰    | ۱    | ۱     |
| ۳۲    | گرنادا              | ۰   | ۰    | ۱    | ۱     |
| ۳۲    | ژاپن                | ۰   | ۰    | ۱    | ۱     |
| ۳۲    | قزاقستان            | ۰   | ۰    | ۱    | ۱     |
| ۳۲    | لتونی               | ۰   | ۰    | ۱    | ۱     |
| ۳۲    | مراکش               | ۰   | ۰    | ۱    | ۱     |
| ۳۲    | پرتغال              | ۰   | ۰    | ۱    | ۱     |
| ۳۲    | صربستان             | ۰   | ۰    | ۱    | ۱     |
| ۳۲    | اوگاندا             | ۰   | ۰    | ۱    | ۱     |
| مجموع | مجموع               | ۴۷  | ۴۸   | ۴۹   | ۱۴۴   |

## خلاصهٔ نتایج

### مردان
| رشته                | طلا                         | نقره                          | برنز                                         |
| ۱۰۰ متر             | اوسین بولت ۹٫۷۹             | جاستین گاتلین ۹٫۸۰            | تریوون برومل آندری ده گراس ۹٫۹۲              |
| ۲۰۰ متر             | اوسین بولت ۱۹٫۵۵            | جاستین گاتلین ۱۹٫۷۴           | آناسو جوبودوانا ۱۹٫۸۷                        |
| ۴۰۰ متر             | ویده فن نیکرک ۴۳٫۴۸         | لاشاون مریت ۴۳٫۶۵             | کرانی جیمز ۴۳٫۷۸                             |
| ۸۰۰ متر             | دیوید رودیشا ۱:۴۵٫۸۴        | آدام کشچوت ۱:۴۶٫۰۸            | آمل توکا ۱:۴۶٫۳۰                             |
| ۱٬۵۰۰ متر           | اسبل کیپروپ ۳:۳۴٫۴۰         | ایلیا مانانگوی ۳:۳۴٫۶۳        | عبدالعاطی ایکیدیر ۳:۳۴٫۶۷                    |
| ۵٬۰۰۰ متر           | مو فرح ۱۳:۵۰٫۳۸             | کالب اندیکو ۱۳:۵۱٫۷۵          | هاگوس گبریوت ۱۳:۵۱٫۸۶                        |
| ۱۰٬۰۰۰ متر          | مو فرح ۲۷:۰۱٫۱۳             | جفری کیپسانگ ۲۷:۰۱٫۷۶         | پل تانوئی ۲۷:۰۲٫۸۳                           |
| ماراتون             | گیرمای گبرسلاسی ۲:۱۲:۲۷     | یمانه تسگای ۲:۱۳:۰۷           | سالومون موتای ۲:۱۳:۲۹                        |
| ۱۱۰ متر با مانع     | سرگی شوبنکوف ۱۲٫۹۸          | هانسل پارچمنت ۱۳٫۰۳           | آریس مریت ۱۳٫۰۴                              |
| ۴۰۰ متر با مانع     | نیکولاس بت ۴۷٫۷۹            | دنیس کودریاتسف ۴۸٫۰۵          | جفری گیبسون ۴۸٫۱۷                            |
| ۳٬۰۰۰ متر با مانع   | ازکیل کمبوی ۸:۱۱٫۲۸         | کونسسلوس کیپروتو ۸:۱۲٫۳۸      | بریمین کیپروتو ۸:۱۲٫۵۴                       |
| ۲۰ کیلومتر پیاده‌روی | میگل آنخل لوپز ۱:۱۹:۱۴      | وانگ ژن ۱:۱۹:۲۹               | بنجامین تورن ۱:۱۹:۵۷                         |
| ۵۰ کیلومتر پیاده‌روی | ماتی توت ۳:۴۰:۳۲            | جارد تلنت ۳:۴۲:۱۷             | تاکایوکی تانی ۳:۴۲:۵۵                        |
| ۴x۱۰۰ متر امدادی    | جامائیکا ۳۷٫۳۶              | چین ۳۸٫۰۱                     | کانادا ۳۸٫۱۳                                 |
| ۴x۴۰۰ متر امدادی    | ایالات متحده آمریکا ۲:۵۷٫۸۲ | ترینیداد و توباگو ۲:۵۸٫۲۰     | بریتانیا ۲:۵۸٫۵۱                             |
| پرش ارتفاع          | درک دروئین ۲٫۳۴             | ژانگ گووی بودان بندارنکو ۲٫۳۳ | داده نشد                                     |
| پرش با نیزه         | شونسی باربر ۵٫۹۰            | رافائل هولزدپ ۵٫۹۰            | رنو لاویلنی پیوتر لیسک پاول وویسیخوفسکی ۵٫۸۰ |
| پرش طول             | گرگ راترفورد ۸٫۴۱           | فابریس لاپیر ۸٫۲۴             | وانگ جیانان ۸٫۱۸                             |
| پرش سه گام          | کریستین تیلور ۱۸٫۲۱         | پدرو پابلو پیچاردو ۱۷٫۷۳      | نلسون اِوورا ۱۷٫۵۲                            |
| پرتاب وزنه          | جو کواچ ۲۱٫۹۳               | داوید اشتورل ۲۱٫۷۴            | اودین ریچاردز ۲۱٫۶۹                          |
| پرتاب دیسک          | پیوتر ماواخوفسکی ۶۷٫۴۰      | فیلیپ میلانوف ۶۶٫۹۰           | رابرت اوربانک ۶۵٫۱۸                          |
| پرتاب نیزه          | جولیوس یگو ۹۲٫۷۲            | ایهاب عبدالرحمن ۸۸٫۹۹         | ترو پیتکاماکی ۸۷٫۶۴                          |
| پرتاب چکش           | پاوو فایدک ۸۰٫۸۸            | دلشاد نظروف ۷۸٫۵۵             | وویچخ نویسکی ۷۸٫۵۵                           |
| دهگانه              | اشتون ایتون ۹۰۴۵            | دیمین وارنر ۸۶۹۵              | ریکو فرایموت ۸۵۶۱                            |

### زنان
| رشته                | طلا                                                                      | طلا                                                                  | نقره                                                              | نقره | برنز | برنز |
| ۱۰۰ متر             | شلی-آن فریزر-پرایس ۱۰٫۷۶                                                 | دافنه شیپرز ۱۰٫۸۱                                                    | توری بووی ۱۰٫۸۶                                                   |      |      |      |
| ۲۰۰ متر             | دافنه شیپرز ۲۱٫۶۳                                                        | الین تامپسون ۲۱٫۶۶                                                   | ورونیکا کمپبل-براون ۲۱٫۹۷                                         |      |      |      |
| ۴۰۰ متر             | آلیسون فلیکس ۴۹٫۲۶                                                       | شاونا میلر ۴۹٫۶۷                                                     | شریکا جکسون ۴۹٫۹۹                                                 |      |      |      |
| ۸۰۰ متر             | مارینا آرزاماساوا ۱:۵۸٫۰۳                                                | ملیسا بیشاپ ۱:۵۸٫۱۲                                                  | یونیس جپکوئچ سوم ۱:۵۸٫۱۸                                          |      |      |      |
| ۱۵۰۰ متر            | گنزبه دیبابا ۴:۰۸٫۰۹                                                     | فیت کیپ‌یگون ۴:۰۸٫۹۶                                                  | سیفان حسن ۴:۰۹٫۳۴                                                 |      |      |      |
| ۵۰۰۰ متر            | الماز آیانا ۱۴:۲۶٫۸۳                                                     | سنبره تفری ۱۴:۴۴٫۰۷                                                  | گنزبه دیبابا ۱۴:۴۴٫۱۴                                             |      |      |      |
| ۱۰۰۰۰ متر           | ویوین چروئیوت ۳۱:۴۱٫۳۱                                                   | گلته بورکا ۳۱:۴۱٫۷۷                                                  | امیلی اینفلد ۳۱:۴۳٫۴۹                                             |      |      |      |
| ماراتن              | ماره دیبابا ۲:۲۷:۳۵                                                      | هلاه کیپروپ ۲:۲۷:۳۶                                                  | یونیس کیروا ۲:۲۷:۳۹                                               |      |      |      |
| ۱۰۰ متر با مانع     | دانیله ویلیامز ۱۲٫۵۷                                                     | سیندی رولدر ۱۲٫۵۹                                                    | آلینا تالای ۱۲٫۶۶                                                 |      |      |      |
| ۴۰۰ متر با مانع     | زوزانا هینووا ۵۳٫۵۰                                                      | شمیر لیتل ۵۳٫۹۴                                                      | کاساندرا تیت ۵۴٫۰۲                                                |      |      |      |
| ۳۰۰۰ متر با مانع    | هیوین جپکموی ۹:۱۹٫۱۱                                                     | حبیبه غریبی ۹:۱۹٫۲۴                                                  | گسا فلیسیتاس کراوس ۹:۱۹٫۲۵                                        |      |      |      |
| ۲۰ کیلومتر پیاده‌روی | لیو هونگ ۱:۲۷:۴۵                                                         | لو شیوژی ۱:۲۷:۴۵                                                     | لیودمیلا اولیانوفسکا ۱:۲۸:۱۳                                      |      |      |      |
| ۴×۱۰۰ متر امدادی    | ورونیکا کمپبل-براون ناتاشا موریسون الین تامپسون شلی-آن فریزر-پرایس ۴۱٫۰۷ | انگلیش گاردنر آلیسون فلیکس جنا پراندینی یاسمین تاد ۴۱٫۶۸             | کلی-آن باپتیسته میچله-لی آهیه ریاره توماس سموی هکت ۴۲٫۰۳          |      |      |      |
| ۴×۴۰۰ متر امدادی    | کریستین دی شریکا جکسون استفنی آن مک‌فرسون ناولن ویلیامز-میلیس ۳:۱۹٫۱۳     | سانیا ریچاردس-رس ناتاشا هستینگز آلیسون فلیکس فرانسنا مک‌کوروی ۳:۱۹٫۴۴ | کریستین اوهوروگو آنیکا اونورا ایلید چایلد سرن باندی-دیویس ۳:۲۳٫۶۲ |      |      |      |
| پرش ارتفاع          | ماریا کوچینا ۲٫۰۱ متر                                                    | بلانکا ولاشیچ ۲٫۰۱ متر                                               | آنا چیچروا ۲٫۰۱ متر                                               |      |      |      |
| پرش با نیزه         | یاریسلی سیلوا ۴٫۹۰ متر                                                   | فابیانا مورر ۴٫۸۵ متر                                                | نیکولتا کیریاکوپولو ۴٫۸۰ متر                                      |      |      |      |
| پرش طول             | تیانا بارتولتا ۷٫۱۴ متر                                                  | شارا پروکتور ۷٫۰۷ متر                                                | ایوانا اشپانوویچ ۷٫۰۱ متر                                         |      |      |      |
| پرش سه‌گام           | کاترینه ایبارگوئن ۱۴٫۹۰ متر                                              | هانا کنیازیوا-میننکو ۱۴٫۷۸ متر                                       | اولگا ریپاکووا ۱۴٫۷۷ متر                                          |      |      |      |
| پرتاب وزنه          | کریستینا شوانیچ ۲۰٫۳۷ متر                                                | گونگ لیجیائو ۲۰٫۳۰ متر                                               | میشل کارتر ۱۹٫۷۶ متر                                              |      |      |      |
| پرتاب دیسک          | دنیا کابایرو ۶۹٫۲۸ متر                                                   | ساندرا پرکوویچ ۶۷٫۳۹ متر                                             | نادینه مولر ۶۵٫۵۳ متر                                             |      |      |      |
| پرتاب چکش           | آنیتا ووودارچیک ۸۰٫۸۵ متر                                                | ژانگ ونشیو ۷۶٫۳۳ متر                                                 | الکساندرا تاورنیه ۷۴٫۰۲ متر                                       |      |      |      |
| پرتاب نیزه          | کاتارینا مولیتور ۶۷٫۶۹ متر                                               | لو هوی‌هوی ۶۶٫۱۳ متر                                                  | سونت ویلیوئن ۶۵٫۷۹ متر                                            |      |      |      |
| هفتگانه             | جسیکا انیس-هیل ۶۶۶۹ امتیاز                                               | براین تیسن-ایتون ۶۵۵۴ امتیاز                                         | لورا ایکونیسه-آدمیدینا ۶۵۱۶ امتیاز                                |      |      |      |